# Nha Ho
Nha Ho (Nha Hố)is een thị trấn in het district Ninh Sơn in de Vietnamese provincie Ninh Thuận, een van de provincies in de Nam Trung Bộ. Het is tevens de hoofdstad van het district.